# Амфисфериевые
Амфисфериевые (лат. Amphisphaeriaceae) — семейство аскомицетовых грибов порядка Xylariales, класса Sordariomycetes. Грибов этого семейства можно встретить главным образом в Новой Зеландии, Южной Америке, Азии и в некоторых частях Европы. Аск цилиндрический или булавовидный. Может быть вершинное кольцо, которое является амилоидным или реже неамилоидным.
Согласно 2007 Outline of Ascomycota, в семействе 41 род, из которых 13 являются неопределёнными. По данным 2020 года — 4 рода.

## Таксоны
В 2007 году в нём насчитывался 41 род: Amphisphaerella — Amphisphaeria — Arecophila — Blogiascospora — Broomella —
Cannonia — Capsulospora — Ceriophora — Ceriospora — Chitonospora — Clypeophysalospora — Discostroma — Distorimula — Dyrithiopsis — Dyrithium — Ellurema — Flagellosphaeria — Frondispora — Funiliomyces — Griphosphaerioma — Iodosphaeria — Lanceispora — Leiosphaerella — Lepteutypa — Lindquistomyces — Manokwaria — Monochaetia — Monographella — Mukhakesa — Neobroomella — Neohypodiscus — Ommatomyces — Oxydothis — Paracainiella — Pemphidium — Pestalosphaeria — Pestalotia — Reticulosphaeria — Urosporella — Urosporellopsis  —  Xylochora.
В 2020 году это было всего 4 рода:
- Amphisphaeria Ces. & De Not. (88)
- Griphosphaerioma Höhn. (2)
- Lepteutypa Petr. (15)
- Trochilispora V.P. Abreu, A.W.C. Rosado & O.L. Pereira (1)